# Blankedelle (Auderghem)
Blankedelle est le nom d'un quartier de la commune d'Auderghem, dans la région bruxelloise en Belgique. La localité, dans la partie méridionale de la commune – au sud de la section Herman Debroux-Carrefour Leonard de la chaussée de Wavre – comprend une partie résidentielle, à l'ouest et une autre forestière (à l'est), celle-ci faisant partie de la forêt de Soignes.

## Étymologie
Le mot 'Blankedelle' signifie 'Vallon blanc' (du néerlandais blanke : blanc et delle : vallon).
L'ancien 'Blankedelle' est le nom du chemin ayant mené jadis vers un vallon dans la forêt de Soignes où poussaient au printemps des plantes parfumées à fleurettes blanches. Le nom Blankedelleweg (chemin de Blankedelle) est déjà mentionné dans l'Atlas des Communications (1843) sous l'appellation Chemin d'Auderghem vers la Chapelle de Wilrieken.  Il trouverait son origine de l'ail des ours à fleurs blanches (blanke) qui parsemait le vallon (delle) le long de cette voie au printemps. 

## Quartier du Blankedelle
Le quartier de Blankedelle est celui qui entoure l'église Notre-Dame du Blankedelle. La partie plus proche de la chaussée de Wavre s'appelle encore 'Transvaal' (rue Albert Meunier) tandis que vers l'est le 'chemin de Blankedelle' (en continuation de l'avenue Charles Schaller) traverse toute la section communale (Auderghem) de la forêt de Soignes pour aboutir à la Route de Mont-Saint-Jean. 
Le quartier a donné son nom au :
- Clos du Blankedelle
- Chemin de Blankedelle
- l'église Notre-Dame-du-Blankedelle